# Jovan Tekelija

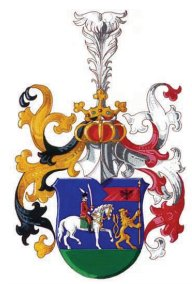
Stema nobiliară a lui Jovan Tekelija (adoptată în 1706)

Jovan Popović Tekelija (în sârbă Јован Поповић Текелија; n. c. 1660 – d. c. 1721–1722) a fost un ofițer militar sârb care a slujit în Armata Imperială Habsburgică⁠(d). În calitate de comandant al Miliției Sârbe⁠(d), Tekelija a participat la mai multe bătălii, remarcându-se în special în timpul Bătăliei de la Zenta⁠(d) din 1697, în care Imperiul Otoman a suferit o înfrângere zdrobitoare. Pentru meritele sale, a fost numit căpitan al Miliției Sârbe din Arad și a fost înnobilat⁠(d) de împăratul austriac Iosif I.

## Familie
Jovan Popović Tekelija s-a născut în jurul anului 1660 în orașul Arad sau în comitatul medieval Csanád⁠(d) ca primul membru cunoscut al renumitei familii sârbești Popović Tekelija.

## Cariera militară
Tekelija s-a alăturat Armatei Austriece de la o vârstă fragedă. După capturarea Belgradului de către Austria în anul 1689, a fost promovat la gradul de căpitan și numit în funcția specială de conducător al trupelor de avangardă ale Armatei Austriece în Voivodina și în teritoriile învecinate. A luptat împotriva rebelilor curuți înainte de a i se cere să se alăture luptei împotriva turcilor. În anul 1686 Tekelija a luptat în Bătălia de la Buda.
Tekelija a jucat un rol deosebit de important în timpul Bătăliei de la Zenta⁠(d), desfășurată în 1697, una dintre bătăliile decisive ale Războiului Otoman-Habsburgic care îi adusese pe turci la porțile Vienei. Înainte de bătălie, Tekelija a deținut funcția de căpitan al Miliției Sârbe din Zenta. La 11 septembrie 1697 Tekelija a pătruns în consiliul de război de la Bečej și l-a informat pe prințul Eugeniu de Savoia, ale cărui armate se aflau în orașele Szenttamás și Bečej, că otomanii se pregătesc să traverseze râul Tisa și să părăsească regiunea sârbească nordică Bačka. Prințul Eugeniu i-a cerut apoi lui Tekelija să conducă trupele imperiale austriece prin bălți și mlaștini în spatele taberei turcilor la căderea nopții. Jumătate din Armata Otomană se afla pe malul opus al Tisei, iar surpriza militarilor otomani a fost totală: 30.000 de soldați otomani au murit, inclusiv marele vizir.
În semn de răsplată pentru acțiunea militară condusă în timpul bătăliei, Tekelija a fost promovat în anul 1698 la gradul de căpitan al Miliției Sârbe⁠(d) din Arad. În urma emiterii decretului curții vieneze de promovare a acestuia, Tekelija a ordonat construirea unei cetăți, în jurul căreia s-a dezvoltat orașul. În anul 1706 a fost înnobilat de împăratul Iosif I. În 1710, coloneii Tekelija și Vulin Potisac l-au trimis pe căpitanul Bogdan Popović să negocieze cu Rusia încheierea unui acord de cooperare între sârbi și ruși în războiul împotriva Imperiului Otoman.
Tekelija a murit în 1721 sau în 1722. Succesorul său în funcția de căpitan al Miliției Sârbe a fost Đurka Šević, tatăl lui Jovan Šević⁠(d).